# Будинок Калдекотт
Будинок Калдекотт — це історична резиденція, розташована за адресою: Вудлон-авеню-Вест, 64, у місті Торонто, район Святого Павла (округ 22). Це окремий будинок у 2,5 поверхи, який у 2018 році був визнаний пам’яткою спадщини Онтаріо завдяки своєму архітектурному дизайну, створеному відомим архітектором Іденом Смітом.

## Деталі спадщини
Згідно з офіційним описом, будинок «цінують за його архітектуру як чудовий приклад житлової забудови початку XX століття, виконаної в стилі відродження з елементами руху "Мистецтво та ремесла" в інтерпретації Едена Сміта. Він має асиметричне планування з виступаючими еркерами, складний дах із фронтонами та характерні скошені димарі, а також декоративну дерев’яну обробку».  Будинок був замовлений Робертом Степлтоном Піттом Калдекоттом у 1906 році. Калдекотт обіймав посаду президента Торгової ради Торонто та був «високоповажним бізнесменом», а його інформацію було включено до номінації на звання пам'ятки. 
У 2024 році нинішні власники подали запит до Ради з охорони пам’яток Торонто про зняття статусу історичної спадщини. Вони стверджували, що Калдекотт мав обмежувальні погляди на імміграцію та виступав за асиміляцію, щоб зберегти «характер Канади в межах Імперії», з чим вони не можуть погодитися. Також власники заявили, що Калдекотт, ймовірно, не схвалив би їх проживання в будинку, який він замовив. Рада відхилила запит, наголосивши, що архітектурна цінність резиденції залишається незаперечною. Проте, враховуючи зауваження щодо поглядів Калдекотта, рада погодилася прибрати згадки про нього з офіційних документів. Власники також намагалися змінити деякі елементи на території будинку, але їм пояснили, що для цього потрібно отримати дозвіл міста, адже резиденція є об'єктом спадщини. Вони відповіли, що не знали про такий статус будівлі. Після відмови у знятті статусу, адвокат власників заявив, що в разі потреби вони звернуться до Трибуналу з прав людини Онтаріо.
Станом на травень 2024 року, місто Торонто не має нормативних актів, які б дозволяли скасування статусу історичної пам’ятки через зв’язок із суперечливими постатями. Однак подібні питання вже порушувалися, зокрема — у справі про перейменування площі Йонг-Дандас, пов’язаної з Генрі Дандасом. Міські представники повідомили CBC/Radio-Canada, що щороку отримують близько 1800–2000 запитів на зміну архітектурних елементів історичних об'єктів, більшість з яких схвалюються. 
Згодом, після проведення додаткового дослідження нащадками Калдекотта (включаючи його приватне листування), місто вирішило повернути його ім’я у документи про об’єкт. У заяві зазначалося, що Калдекотт «не розділяв людей за расою чи віросповіданням». Наголошувалося також, що Британська імперія того часу включала не лише Канаду, Австралію та Велику Британію, а й Карибські острови (Антигуа і Барбуда, Барбадос, Бермуди), Індію, Пакистан, Східний Пакистан (Бангладеш), Цейлон (Шрі-Ланку) тощо. (…) Єдиними, кому Калдекотт намагався заборонити в’їзд до Канади, були американські торговці — задля захисту та розвитку молодої держави. 